# Bring your own device
Bring your own device (BYOD) — концепция, относящаяся к разрешению использовать собственное цифровое устройство вместо официального предоставленного.
Существует два основных контекста использования термина. Первый использовался в индустрии мобильной связи, когда оператор позволял клиентам активировать в сети их собственное устройство связи, не предоставленное оператором.
Другой контекст, в основном освещаемый в этой статье, относится к политике разрешения сотрудникам приносить на рабочее место собственные цифровые устройства (ноутбуки, планшеты, смартфоны, и т. д.), используя эти устройства для доступа к корпоративной информации и приложениям организации. Этот феномен известен как консьюмеризация IT.
BYOD оказывает сильное влияние на IT инфраструктуру. По статистике, устройства, используемые 75 % сотрудников на таких быстрорастущих рынках, как Бразилия и Россия, и 44 % сотрудников на развитых рынках, уже принадлежат самим сотрудникам. Исследования показывают, что коммерческие организации не могут предотвратить усиление проникновения BYOD.

## История
Термин изначально использовался провайдером IP-телефонии (VoIP) BroadVoice в 2004 году (в дальнейшем став основной частью их бизнес-модели) как услуга, позволяющая другим организациям использовать модель открытого доступа к сервису провайдера. Сам акроним имеет происхождение от «BYOB», приглашения на вечеринки с первым упоминанием в 1970-х годах, когда акроним использовался в значении «bring your own beer/booze/bottle» («приходите со своими напитками»).
В общий обиход термин в 2009 году ввела корпорация Intel, заметившая увеличение тенденции среди своих сотрудников по использованию своих смартфонов, планшетов, переносных ПК на работе с присоединением их к корпоративной сети. До 2011 термин был лишь отчасти признан, но провайдер IT услуг Unisys и разработчик ПО Citrix Systems начали выражать свои мысли о нарастающем тренде. BYOD был охарактеризован как свойство «потребительской корпорации», в рамках которой потребители смешиваются с корпорацией.
Согласно исследованию 2018 года, только 17 процентов организаций предоставляют мобильные телефоны всем сотрудникам, в то время как 31 процент не предоставляет никому и полагается полностью на BYOD. Остальные 52 процента подходят с точки зрения гибридного подхода, когда многие сотрудники получают корпоративные мобильные телефоны, а другие приносят свои устройства.

## Распространенность
Ближний Восток имел одну из наибольших долей проникновения BYOD (около 80 %) относительно всего мира на 2012 год.
Согласно исследованию Logicalis, быстрорастущие рынки (включая Бразилию, Россию, Индию, ОАЭ и Малайзию) демонстрировали относительно высокий уровень использования собственных устройств на работе. Почти 75 % пользователей в этих странах делали так, сравнительно с 44 % на более зрелых рынках.
В Великобритании исследование CIPD Employee Outlook Survey 2013 года показало различные результаты по отраслям по распространенности BYOD.

## Политики BYOD
Политики BYOD могут быть созданы на базе требований компании. BYOD может быть опасна организациям, так как мобильные устройства могут содержать вредоносное ПО. Политики использования BYOD помогают уменьшить риск появления вредоносного ПО в сети организации, так как руководящий состав может отслеживать содержание всего устройства и очищать данные в случае, если обнаружено какое-то подозрительное событие. Политики BYOD могут также содержать пункт об ответственности компании за все устройства, присоединенные к корпоративной сети.